# 白石黄良々
白石 黄良々（しらいし きらら、1996年5月31日 - ）は、鹿児島県出水市出身の日本の陸上競技選手。専門は短距離走。セレスポ所属。2019年の世界陸上競技選手権大会において男子4×100mリレーで銅メダルを獲得し、同大会の決勝で現日本記録（37秒43）を記録したメンバーの一人である。

## 経歴

### 学生時代
「黄良々（きらら）」という名は、映画『幸福の黄色いハンカチ』のファンである母親が、他者に幸福を与えられる良い人に育ってほしいと願い命名したものである。小学生時代はサッカー少年であったが、出水市立米ノ津中学校在学中に俊足を見込まれて陸上競技を始めた。出水市立出水商業高等学校在学中は、3年時に高校総体男子100mに出場するも準決勝で敗退。大東文化大学陸上競技部（短距離ブロック）では主将を務め、4年時（2018年）に第58回実業団・学生対抗陸上競技大会男子100mで3位、第73回国民体育大会（福井国体）では成年男子100mで6位入賞などの成績を残すが、学生時代の100m自己ベストは10秒32で、この時点では日本代表レベルで注目される選手ではなかった。

### 社会人時代
2019年には、同い年の多田修平が大東文化大学に練習拠点を移したことで共に走る機会が多くなり、多田からスタート技術などについて刺激を受けた。同年春に大学を卒業しセレスポに就職、同社の陸上部所属となった。4月21日、第73回出雲陸上男子100mで優勝、4月28日には第53回織田記念陸上で自己ベストを更新する10秒19で2週連続の優勝を果たしたことで注目され、同年9 - 10月の世界陸上競技選手権ドーハ大会に向けた4×100mリレーの日本代表候補に選出された。7月21日のIAAFダイヤモンドリーグロンドングランプリ男子4×100mリレーにおいて4走として日本代表デビューを果たし、日本歴代3位（当時）の37秒78での2位入賞に貢献した。迎えたドーハ世界陸上男子4×100mリレーでは10月4日の予選・10月5日の決勝ともに2走を務め、決勝ではアジア記録の37秒43を記録して銅メダル獲得メンバーの一員となった（1走：多田修平、2走：白石、3走：桐生祥秀、4走：サニブラウン・アブデル・ハキーム）。